# Casa de la Vila (Foradada)
La Casa de la Vila és l'actual seu de l'ajuntament de Foradada (la Noguera). L'edifici, protegit com a bé cultural d'interès local, és a la banda nord de la plaça Major de la població, encarada a la façana de l'església de Sant Josep (núm. 22217). En el lloc que ocupa aquest edifici, fins a finals del segle xix hi havia l'antiga església de Sant Pere, documentada el segle xii i en desús des que el 1783 es va inaugurar la nova església de Sant Josep (núm. 22217) davant mateix. L'església vella es va enderrocar i en el seu lloc es va construir aquest edifici destinat originalment a acollir les escoles i els habitatges per als mestres.
Es tracta d'un edifici aïllat, de planta rectangular, d'uns 17 m per 11 m, amb la façana principal en el costat llarg que afronta amb la plaça Major, dos pisos i golfes i teulada a doble vessant que desaigua en els costats curts. Està construïda amb maó i arrebossada amb morter de calç.
La façana principal disposa els seus elements de forma simètrica, amb una franja central, lleugerament més avançada que els laterals de la façana, on hi ha la porta d'accés principal, i dues finestres, una a cada banda. Al primer pis es disposen dues finestres a la franja central i dos finestrals amb balcó a cada banda i sobre les finestres del primer pis. Totes aquestes obertures estan rematades amb arcs rebaixats. A les golfes s'obren, a la franja central, tres finestres de mida més petita i rematades amb arcs de mig punt. Tota la façana es remata amb una motllura: La part que correspon a la franja central es remata amb un frontó semicircular mentre que les bandes laterals decauen a banda i banda amb un perfil curvilini còncau fins a esdevenir planes. En el centre del frontó circular hi ha un rellotge. En conjunt es pot dir que aquesta façana dialoga arquitectònicament amb la façana de l'església de Sant Josep, de perfils curvilinis similars en els laterals mentre que el centre es remata amb un frontó triangular de línies clàssiques. Cal dir que l'edifici de les escoles va ser plantejat a partir d'aquesta església quan es va decidir, a finals del segle xix, substituir l'església vella per aquest edifici funcional.
Les façanes laterals presenten igualment una disposició simètrica de les obertures, amb tres finestres d'arc rebaixat a la planta baixa i tres finestres rectangulars al primer pis. La façana posterior, amb una balconada de barana de ferro forjat i un total de vuit obertures no disposades simètricament, no té l'elegància de la façana principal.
Actualment l'edifici, després d'haver allotjat l'escola pública durant bona part del segle xx, és la seu de l'ajuntament de Foradada. Sobre la porta principal, un fris rectangular de rajola esmaltada conté la llegenda 'Casa de la Vila' envoltant una creu de Malta i l'escut municipal que representa la roca foradada que dona nom al poble.